# Conducció de calor relativista
La conducció de calor relativista es refereix a la modelització de la conducció de calor (i processos de difusió similars) d'una manera compatible amb la relativitat especial. En la relativitat especial (i general), s'ha de modificar l'equació de calor habitual per a la conducció de calor no relativista, ja que condueix a una propagació del senyal més ràpida que la llum. La conducció relativista de la calor, per tant, abasta un conjunt de models de propagació de calor en medis continus (sòlids, fluids, gasos) que són coherents amb la causalitat relativista, és a dir, el principi que un efecte ha d'estar dins del con de llum associat a la seva causa. Qualsevol model relativista raonable per a la conducció de calor també ha de ser estable, en el sentit que les diferències de temperatura es propaguen més lentament que la llum i s'esmorteeixen amb el temps (aquesta propietat d'estabilitat està íntimament entrellaçada amb la causalitat relativista).

## Model parabòlic (no relativista)
La conducció de calor en un context newtonià està modelada per l'equació de Fourier, és a dir, una equació diferencial parcial parabòlica del tipus: {\displaystyle {\frac {\partial \theta }{\partial t}}~=~\alpha ~\nabla ^{2}\theta ,} on θ és la temperatura, t és el temps, α = k/(ρc) és la difusivitat tèrmica, k és la conductivitat tèrmica, ρ és la densitat i c és la capacitat tèrmica específica. L'operador de Laplace, {\textstyle \nabla ^{2}}, es defineix en coordenades cartesianes com {\displaystyle \nabla ^{2}~=~{\frac {\partial ^{2}}{\partial x^{2}}}~+~{\frac {\partial ^{2}}{\partial y^{2}}}~+~{\frac {\partial ^{2}}{\partial z^{2}}}.}Aquesta equació de Fourier es pot derivar substituint l'aproximació lineal de Fourier del vector de flux de calor, q, en funció del gradient de temperatura, {\displaystyle \mathbf {q} ~=~-k~\nabla \theta ,} a la primera llei de la termodinàmica {\displaystyle \rho ~c~{\frac {\partial \theta }{\partial t}}~+~\nabla \cdot \mathbf {q} ~=~0,} on l'operador del, ∇, es defineix en 3D com {\displaystyle \nabla ~=~\mathbf {i} ~{\frac {\partial }{\partial x}}~+~\mathbf {j} ~{\frac {\partial }{\partial y}}~+~\mathbf {k} ~{\frac {\partial }{\partial z}}.}
Es pot demostrar que aquesta definició del vector de flux de calor també compleix la segona llei de la termodinàmica, {\displaystyle \nabla \cdot \left({\frac {\mathbf {q} }{\theta }}\right)~+~\rho ~{\frac {\partial s}{\partial t}}~=~\sigma ,} on s és entropia específica i σ és producció d'entropia. Aquest model matemàtic és incompatible amb la relativitat especial: la funció Green associada a l'equació de calor (també coneguda com a nucli de calor) té un suport que s'estén fora del con de llum, donant lloc a una propagació de la informació més ràpida que la llum. Per exemple, considerem un pols de calor a l'origen; després, segons l'equació de Fourier, se sent (és a dir, canvis de temperatura) en qualsevol punt distant, de manera instantània. La velocitat de propagació de la calor és més ràpida que la velocitat de la llum al buit, cosa inadmissible en el marc de la relativitat.

## Model hiperbòlic (relativista)
El model parabòlic de conducció de calor comentat anteriorment mostra que l'equació de Fourier (i la llei de difusió de Fick més general) és incompatible amb la teoria de la relativitat per almenys una raó: admet velocitat infinita de propagació del camp continu ( en aquest cas: calor, o gradients de temperatura). Per superar aquesta contradicció, treballadors com Carlo Cattaneo, Vernotte, Chester, i altres van proposar que l'equació de Fourier s'hauria d'actualitzar de la forma parabòlica a una hiperbòlica, on n, la temperatura camp {\displaystyle \theta } es regeix per: {\displaystyle {\frac {1}{C^{2}}}~{\frac {\partial ^{2}\theta }{\partial t^{2}}}~+~{\frac {1}{\alpha }}~{\frac {\partial \theta }{\partial t}}~=~\nabla ^{2}\theta .}
En aquesta equació, C s'anomena velocitat del segon so (que està relacionada amb excitacions i quasipartícules, com els fonons). L'equació es coneix com l'equació de "conducció de calor hiperbòlica " (HHC). Matemàticament, l'equació anterior s'anomena "equació telegràfica", ja que formalment és equivalent a les equacions del telègraf, que es poden derivar de les equacions d'electrodinàmica de Maxwell.
Perquè l'equació HHC sigui compatible amb la primera llei de la termodinàmica, cal modificar la definició del vector de flux de calor, q, per {\displaystyle \tau _{_{0}}~{\frac {\partial \mathbf {q} }{\partial t}}~+~\mathbf {q} ~=~-k~\nabla \theta ,} on {\textstyle \tau _{_{0}}} és un moment de relaxació, de tal manera que {\textstyle C^{2}~=~\alpha /\tau _{_{0}}.} Aquesta equació per al flux de calor s'anomena sovint "equació de Maxwell-Cattaneo". La implicació més important de l'equació hiperbòlica és que en canviar d'una equació diferencial parcial parabòlica ( dissipativa ) a una hiperbòlica (inclou un terme conservador), hi ha la possibilitat de fenòmens com la ressonància tèrmica i ones de xoc tèrmic.